# Svobodny (oblast Amoer)
Svobodny (Russisch: Свободный) is een stad in de Russische oblast Amoer. De stad ligt op 167 kilometer ten noorden van Blagovesjtsjensk, op de rechteroever van de Zeja. De bevolking bedroeg 63.889 inwoners bij de volkstelling van 2002.
De stad werd in 1912 gesticht als Aleksejevsk en herdoopt tot Svobodny in 1917. Het is de geboorteplaats van de regisseur Leonid Gajdaj, wiens herdenkingsmonument onthuld werd in september 2006.
Bij de stad lag in de jaren 30 van de 20e eeuw een van de grootste Goelag-hervormingswerkkampen van Siberië, de BamLag. Op 1 januari 1938 (het jaar van sluiting door de NKVD) bevonden hier zich 200.907 gevangenen. voor de bouw van de Baikal-Amoerspoorweg. Duizenden gevangenen stierven in het kamp.
Bij de stad ligt de Kosmodroom van Svobodny, gebouwd in 1996.
Bestuurlijk centrum: Blagovesjtsjensk

Belogorsk · Rajtsjichinsk · Sjimanovsk · Skovorodino · Svobodny · Tynda · Zavitinsk · Zeja